# Jurlower Kräher

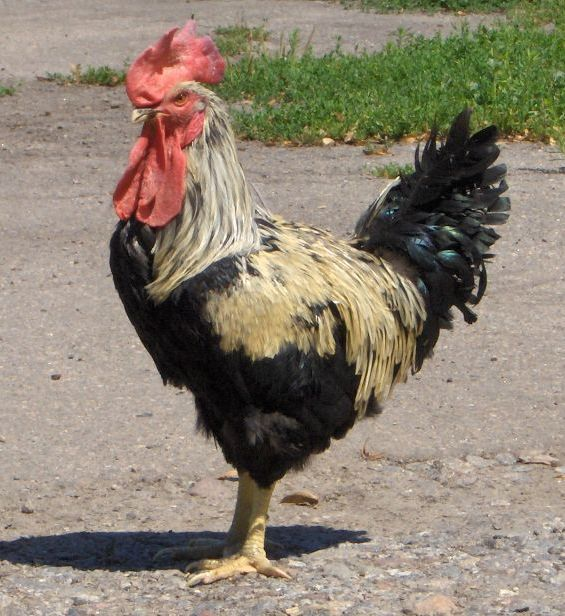
Hahn

Der Jurlower Kräher (Russisch: Ю́рловская голоси́стая) ist eine alte russische Hühnerrasse, die hauptsächlich für Wettkrähen und als Masthuhn gezüchtet wird.

## Geschichte
Mutmaßlich ist die Rasse in der zweiten Hälfte des 19. Jahrhunderts entstanden aus einer Kreuzung von chinesischen Masthühnern, Kampfhühnern und lokalen Landhuhnrassen, möglicherweise auch mit Einmischung von Malaiern. Der erste Bericht über ein Wettkrähen mit Jurlower Krähern wurde 1912 publiziert. Lange Zeit war die Rasse in Russland und der Ukraine als Ausstellungs- und Masthuhn beliebt. Ab den 1970er Jahren wurden die Kräher außerdem in staatlichen Zuchtstationen erhalten und wissenschaftlich studiert. Laut der zentralen Statistikbehörde der UdSSR waren 1985 nicht mehr als 200 Exemplare registriert. Rüdiger Wandelt (1993) und Wolfgang Vits (1994) importierten die ersten Tiere nach Deutschland. Anschließend erlangte die Rasse eine gewisse Beliebtheit in Deutschland und anderen europäischen Ländern. Im Jahr 2006 schätzte man die Gesamtpopulation in Russland und der Ukraine auf einige Tausend Tiere. Das einzige EU-Land mit einem Rassestandard ist Polen.

## Eigenschaften
Der Hahn wiegt 5–7 kg, die Henne 3,5–4,5 kg. Die Rasse gehört damit zu einer der schwersten Hühnerrassen der Welt. Die jährliche Eierproduktion beträgt etwa 120–130 Eier bei einem Gewicht von 90 g. Der Jurlower hat ein ruhiges Temperament. Da relativ wenig Fett in der Unterhaut vorhanden ist, wird das Fleisch sehr geschätzt. Die Rückenlinie zeigt eine diskrete Wölbung (Karpfenrücken). Der Kamm hat zwei Variationen: der einfache Kamm und der auffällig dicke und hohe Rosenkamm. Die Farbschläge sind birkenfarbig, orangebrüstig, schwarz, schwarz-Gold, schwarz-silber, silber-weizenfarbig und weiß-schwarzcolumbia.

## Genetische Besonderheiten
Die Rasse wird seit 1994 ausführlich genetisch untersucht. Bei einer Mikrosatellitenanalyse stellte sich heraus, dass der Jurlower nicht weniger als acht exklusiv bei dieser Rasse vorkommende Allele besaß. Die anderen 51 studierten Rassen besaßen lediglich ein oder kein exklusives Allel, sodass der Jurlower Kräher sich genetisch stark von anderen Rassen unterscheidet.